# Krucea, Starokosteantîniv
Krucea (în ucraineană Круча) este un sat în comuna Velîki Mațevîci din raionul Starokosteantîniv, regiunea Hmelnîțkîi, Ucraina.

## Demografie
Componența lingvistică a localității Krucea
     Ucraineană (99,28%)
     Alte limbi (0,72%)
Conform recensământului din 2001, majoritatea populației localității Krucea era vorbitoare de ucraineană (99,28%), existând în minoritate și vorbitori de alte limbi..Locuiește în prezent în sat 92 oameni.